# The Designers Republic
The Designers Republic (TDR) ist ein Studio für Grafikdesign in Sheffield, UK. Es wurde am 14. Juli 1986 von Ian Anderson gegründet.
TDR kreierten vor allem das Coverdesign für CDs, Schallplatten und DVDs waren aber auch in den Feldern Typographie, Webdesign, Videoproduktion, Mode- und Verpackungsdesign, Corporate Design sowie Logodesign tätig. Das Design von TDR war stets gekennzeichnet von einer minimalistischen Herangehensweise. Die Designer nutzten oft Elemente wie japanische Zeichentrickbilder, Variationen bekannter Firmenlogos und großformatige Schriftzüge mit vermeintlich konsumkritischen Aussagen wie Work Buy Consume Die oder Customized Terror. Ihre Werke hatten erheblichen Einfluss auf die Entwicklung des Grafikdesigns, vor allem für das Coverdesign in der Electronica-Szene. 2009 meldete TDR Insolvenz an.

## Geschichte
Ian Anderson gründete TDR zunächst, um Flyer für die Konzerte der damals von ihm gemanagten Band Person to Person zu designen. Seine ersten Ideen entnahm er dem russischen Konstruktivismus. Die Werke sollten vom Beginn an einen Gegensatz zum aktuellen Verständnis von Design darstellen („TDR is a declaration of independence from what we perceive to be the existing design community“).
Einer breiteren Öffentlichkeit wurden The Designers Republic durch die Coverdesigns für das englische Electronica-Label Warp Records bekannt. TDR kreierten unter anderem die Cover der CDs von Autechre und Aphex Twin aber auch anderer Künstler wie Funkstörung, Supergrass, Pop Will Eat Itself oder Towa Tei.
TDR schufen auch das Design für Verpackung und Anleitung sowie Logos für das PlayStation-Spiel Wipeout sowie deren Nachfolgern Wipeout 2097 und Wipeout 3. In Kooperation mit der Firma Swatch designte TDR 1996 eine eigene Armbanduhr.
Ehemalige Mitarbeiter waren Darren Pascoe, Richard Wright, Rob Brearley, Tom Smith, Nicole Jacek, Lydia Lapinski, Nick Tymn, Lois Graves, Marc Allott und Ash Spurr.
Im Zuge der Finanzkrise ab 2007 musste The Designers Republic im Januar 2009 aufgelöst werden. Gründe waren der Verlust wichtiger Kundenaufträge, erfolglose Pitches, eine erhebliche Steuernachzahlung und die schlechte Zahlungsmoral eines Großkunden.

## Trivia
Der Name basiert auf einem von der Labour-Party geprägten Spitznamen für den Großraum Sheffield: The People’s Republic of South Yorkshire.

## Belege
1. ↑  Return Power Shift Control™. In: Artsy. Abgerufen am 15. April 2024 (englisch).
2. ↑  The Designers Republic Is Dead; Long Live The Designers Republic
3. ↑  Designers Republic R.I.P. (Memento vom 4. Januar 2010 im Internet Archive)